# Юзеф Коженьовски
Ю̀зеф Коженьо̀вски (на полски: Józef Korzeniowski) е полски историк и библиотекар, преподавател в Ягелонския и Лвовския университет. В научната си дейност открива и публикува редица исторически извори, резултат от обширните му изследвания в архивите на цяла Европа.

## Биография
Юзеф Коженьовски е роден на 1 октомври 1863 година, в семейството на Кажимера (с родово име Винклер) и Владислав Коженьовски. Завършва история в Ягелонския университет. През 1886 започва работа в Римските архиви. Две години по-късно е назначен за асистент в Ягелонския университет. Паралелно с това е архивист в музея на Чарториски. В периода 1893 – 1896 година е ръководител на научния отдел на полската библиотека в Париж. От 1896 година води лекции в Лвовския университет и ръководи библиотеката на Баворовски. По време на мирните преговори за прекратяване на Полско-съветската война (1921) в Рига участва като експерт.
Южеф Коженьовски умира на 28 февруари 1921 година в Рига.

## Научни трудове
- Catalogus codicum manu scriptorum Musei principum Czartoryski Cracoviensis (1887)
- Excerpta ex libris manu scriptis archivi consistorialis Romani, MCCCCIX-MDXC: expeditionis romanae cura anno MDCCCLXXXVII (1890)
- Analecta Romana [Analekta rzymskie] quae historiam Poloniae saec. XVI illustrant ex archivis et bibliothecis excerpta (1894)
- Zapiski z re̜kopisów Cesarskiej biblioteki publicznej w Petersburgu i innych bibliotek petersburgskich : sprawozdanie z podróży naukowych odbytych w 1891 – 1892 i w 1907 r. (1910)
- Modlitewnik Władysława Warneńczyka; w zbiorach Bibljoteki Bodlejańskiej (1928)
- Dzieła wybrane (1954)